# Surányi János (matematikus)
Surányi János (Budapest, 1918. május 29. – Budapest, 2006. december 8.) magyar matematikus.

## Életpályája
A Szegedi Tudományegyetemen végezte tanulmányait (1937–1941). 1942 és 1945 között munkaszolgálatos volt. 1945 és 1948 között a Szegedi Tudományegyetemen tanított. Az Országos Neveléstudományi Intézet majd a Művelődési Minisztérium tankönyvszerkesztője volt (1948–1951). Az ELTE Algebra és Számelmélet tanszékén dolgozott, tíz évig mint tanszékvezető egyetemi tanár (1951–1988).

## Tudományos tevékenysége
Matematikai logikával, számelmélettel, kombinatorikával foglalkozott. Eredményeket ért el az eldöntésprobléma redukciójával kapcsolatban, a geometriai számelméletben, a számelmélet alaptételével kapcsolatban. Hajnal Andrással belátta, hogy minden véges kordális gráf komplementere perfekt. (Egy gráf kordális, ha minden 3-nál hosszabb köre tartalmaz húrt.)

## Oktatási és ismeretterjesztő tevékenysége
Jelentős oktatási, didaktikai, tehetséggondozó tevékenységet is folytatott. 1947-ben Soós Paulával újraindította a Középiskolai Matematikai Lapokat és jelentős része volt a Bolyai János Matematikai Társulat létrejöttében is. Évtizedekig a Kürschák-verseny bizottságának elnöke volt. A feladatokat egy ideig Hajós Györggyel és Neukomm Gyulával, majd, szerzőtársai halála után, egyedül gyűjtötte kötetbe részletesen kidolgozott megoldásokkal és rövid, egy-egy matematikai témát tárgyaló cikkel.
Jelentős szerepe volt az ország első matematika tagozatos gimnáziumi osztályának létrehozásában.
Erdős Pállal közösen írt bevezető számelméleti könyve nagy hatással volt a magyar matematikusok nemzedékeire.
A matematikai tudományok kandidátusa (1953), doktora (1957).

## Könyvei
- Surányi János: Hasonlóság és szerkesztés, Országos Neveléstudományi Intézet, Budapest, 1949.
- J. Surányi: Reduktionstheorie des Entscheidungsproblems, 1959.
- Erdős Pál, Surányi János: Válogatott fejezetek a számelméletből, Tankönyvkiadó, 1959. Második, bővített kiadás: Polygon, Szeged, 1996. angol kiadás: P. Erdős, J. Surányi: Topics in the theory of number (ford. Barry Guiduli), Springer, 2003, ISBN 0387953205
- Hajós György, Neukomm Gyula, Surányi János: Matematikai versenytételek, I. rész, Tankönyvkiadó, 1955.
- Hajós György, Neukomm Gyula, Surányi János: Matematikai versenytételek, II. rész, Tankönyvkiadó, 1956.
- Surányi János: Polinomok, egyenletek az iskolában, 1977.
- Sárközy András, Surányi János: Számelmélet feladatgyűjtemény, (ELTE jegyzet), Tankönyvkiadó, 1977.
- Surányi János: Matematikai versenytételek, III. rész, Tankönyvkiadó, 1991. ISBN 9631844064
- Surányi János: Matematikai versenytételek, IV. rész, Typotex, 1998. ISBN 9637546987

## Díjai, kitüntetései
- Beke Manó-emlékdíj (1952)
- Akadémiai Díj (1961)
- MTESZ-díj (1975)
- A Magyar Köztársasági Érdemrend nagykeresztje (1998)
- Eötvös József-koszorú (1998)
- Erdős-érem (Matematikaversenyek Nemzetközi Szövetsége, 2000)